# كأس العالم لاتحاد الجمعيات المستقلة لكرة القدم 2016
كأس العالم لاتحاد الجمعيات المستقلة لكرة القدم 2016 هو الموسم 2 من  كأس العالم لاتحاد الجمعيات المستقلة لكرة القدم. أشرف على تنظيمه جورجيا، وكان عدد الأندية المشاركة فيه  12، وفاز فيه منتخب أبخازيا لكرة القدم.